# Piscina dos Olivais
Die Piscina dos Olivais ist ein städtisches Schwimmbad in der Stadtgemeinde Olivais der portugiesischen Hauptstadt Lissabon.

## Geschichte
Das Schwimmbad wurde nach Plänen der Architekten Eduardo Paiva Lopes und Aníbal Barros da Fonseca als Freibadkomplex errichtet und 1960 eröffnet. Es liegt in der Talsenke zwischen den Stadtvierteln Olivais Sul und Encarnação an der Avenida de Berlim.
Als erstes Schwimmbad in Portugal verfügte es über ein Becken in olympischer Größe. Zusammen mit Schwimmbädern in Areeiro und Campo Grande gilt es als beispielhaft für die portugiesische Architektur der 1960er Jahre.
Im Jahr 2000 wurde auf dem Gelände des Schwimmbades ein überdachtes 25-Meter-Becken eingeweiht. 2006 wurde der gesamte Sportkomplex geschlossen.